# Microchrysa viridis
Microchrysa viridis är en tvåvingeart som först beskrevs av Günther Enderlein 1914.  Microchrysa viridis ingår i släktet Microchrysa och familjen vapenflugor. Inga underarter finns listade i Catalogue of Life.